# Un drame sous Louis XV
Un drame sous Louis XV est une pièce de théâtre de Jules Verne, écrite en 1847, la troisième du jeune auteur alors âgé de 19 ans. Longtemps, les bibliographes verniens ont désigné ces trois premières pièces sous le terme de tragédie. Ces désignations véhiculent une image erronée des débuts littéraires de Jules Verne. Elles composent, en effet, le portrait d'un jeune homme prenant au beau milieu du XIXe siècle le parti des classiques, d'un « arrière-gardiste » jouant la carte de Jean Racine quand Shakespeare s'était imposé sur les scènes françaises. D'ailleurs, Verne le précise dans une lettre à son père : 
« Je ne compte aucunement sur ces œuvres, parce que ce sont des drames et que les drames littéraires ont vécu : néanmoins, ce n'est pas un travail perdu ; ce que je ne puis faire recevoir maintenant, je l'imposerai plus tard. »
Ces pièces sont d'abord des drames par leur cadre historique et géographique, mais aussi par leur dimension. Alors que les tragédies classiques n'atteignent que rarement mille huit cents vers, les drames romantiques, conçus pour la scène, dépassent assez largement ce cadre. Un drame sous Louis XV compte deux mille trois cent cinquante-neuf vers.

## Argument
Le personnage central d’Un drame sous Louis XV est un honnête arquebusier prénommé Raymond, qui est frère de lait de la favorite du roi, la comtesse Dubarry. Il doit épouser une très belle jeune fille, Marguerite, qui est malheureusement fort convoitée puisque le duc de Fronsac, d'abord, le roi ensuite, projettent de la faire enlever. Après un premier échec, Fronsac y parvient en allumant un incendie qui embrase toute une rue de Paris. La Dubarry, qui travaille à régner sur le roi vieillissant, s'applique à venger son frère ; néanmoins, devant les menées du roi, Raymond vient à douter d'elle. À la fin, acculé à livrer Marguerite aux hommes du roi, il la poignarde et lègue au peuple le soin de le venger. Verne s'attache à montrer les exactions des grands (incendie de la rue des Arcis, viol de Marguerite, justice sévère pour les faibles mais clémente pour les nobles) et la colère populaire ; Raymond sent la Révolution approcher, mais craint qu'elle ne débouche sur une autre tyrannie.

## Commentaires
L'intrigue d’Un drame sous Louis XV se déroule entre la disgrâce de Choiseul en 1770 et l'exil du parlement en 1771, comme le prouve la conversation politique de l'acte III, scène II, entre Louis XV, le chancelier Maupeou et la Dubarry. Le cadre français et classique de ce drame signale une évolution de Jules Verne : se détournant de l'inspiration hugolienne, il se rapproche de l'univers d'Alexandre Dumas, tout en prenant soin de changer de siècle pour ne point trop souligner l'influence que commence à avoir sur lui l'homme qui fera représenter Les Pailles rompues dans son Théâtre Historique, en 1850.